# Црква Енглеске
Црква Енглеске (енгл. Church of England) је државна хришћанска црква у Енглеској и „мајка црква“ Англиканске заједнице.
Црква Енглеске одвојила се од Римокатоличке цркве (1534) након доношења Акта о супрематији, и данас се одређује истовремено као римокатоличка и протестантска.

## Историја
Пошто је краљ Хенри VIII тражио од папе Климента VII развод од своје прве супруге Катарине Арагонске и након што је папа одбио да му да развод, Хенри VIII се прогласио поглаваром цркве у Енглеској. Тиме је потврдио своју апсолутну превласт у црквеним и световним питањима у Енглеској. Новоустановљена црква је преузела неке од доктрина протестантске реформације, а манастири су распуштени. Англиканска црква је за време кратке владавине Хенријевог сина Едварда VI, реформисана радикалније. Када је 1555. године на престо Енглеске дошла његова сестра Мери I, она је покушала да врати земљу назад у католичку веру. Верски прогони и спаљивање верских отпадника били су уобичајени за време њене владавине, па је добила име Крвава Мери. Наредни суверен Енглеске је 1558. године постала њена сестра, краљица Елизабета I; под њеном управом Енглеска се поново враћа протестантизму (или како се често назива реформацији), а Англиканска црква добија своју коначну форму.
Енглеска црква је јануара 2023. објавила колику је финансијску корист имала од међународне трговине робљем. Марта 2024. Црква Енглеске је пристала да плати милијарду фунти одштете. Црква ће у партнерству са другим организацијама да оснује фонд за глобално инвестирање у привредне субјекте којима управљају црнци и такође ће давати грантове.

## Учење
Званична литургијска књига Цркве Енглеске се назива Књига општих молитви (енгл. Book of Common Prayer (BCP)), али постоји и много локалних примјеса широм цркава Англиканске заједнице. Уз ову књигу, Генерални синод је 2000. године одобрио модерну литургијску књигу, Common Worship, која се може користити као алтернатива Књизи општих молитви.

### Женско свештенство
Жене су биле именоване за ђаконе још од 1861, али нису могле да раде у потпуности као ђакони јер нису сматране за заређено свештенство. Жене су биле читачи молитава (енгл. Lay readers) дуго времена. За вријеме Првог свјетског рата, неке жене су биле именоване за читаче молитава познате под називом бискупови гласници (енгл. Bishop's Messengers). Након тога, ниједан више читач молитава није био именован све до 1969. године.
Законодавна одлука да се дозволи заређење жена за ђаконе је усвојена 1986, и прва женска заређења су се догодила 1987. године. Одлука о дозволи заређења жена за свештенике је усвојена 1992. од стране Генералног синода и почела се спроводити 1994. године. Јула 2005, синод је гласао да се омогући процес дозвољавања рукополагања жена за бискупе. Фебруара 2006, синод је гласао за „даља истраживања“ у налажењу могућих рјешења за оне парохије које нису жељеле да буду под непосредним ауторитетом женског бискупа. Дана 7. јула 2008, црквено владајуће тијело је одобрило рукополагање жена за бискупе и одбило предлоге за успостављање алтернативних бискупских јурисдикција за оне који не прихватају женске бискупе. Актуелна заређења жена за бискупе захтијевају даље законодавне одлуке за које се очекују да ће бити донесене прије 2014. године.

## Организација
Британски монарх, краљ Чарлс III, носи уставну титулу „врховног гувернера Цркве Енглеске“. Канонски закон Цркве Енглеске каже: „Ми потврђујемо да краљевско највише величанство, понашајући се у складу са законима краљевства, има највишу власт испод Бога у овом краљевству, и има врховни ауторитет над свим особама у свим облицима, како у црквеним тако и у грађанским.“ У стварности, ова формална одредба се често спроводи преко Парламента на предлог премијера.
Сједиште Цркве Енглеске је у граду Кентерберију на југоистоку Енглеске. На челу Цркве, као њен примат, налази се надбискуп кентерберијски Џастин Велби (од 2013). Поред његовог надбискупског звања, постоји још и надбискуп Јорка, али он није раван по власти надбискупу кентерберијском.
Црква Енглеске има законодавно тијело — Генерални синод, чије одлуке морају бите одобрене од стране Парламента Уједињеног Краљевства, али не и измијењене или одбијене.

## Вјерници
Вјерником, односно чланом Цркве Енглеске се постаје крштењем. Међутим, захваљујући државном статусу Цркве Енглеске, уопштено говорећи, свако се може вјенчавати, крстити или сахрањивати дјецу у локалним парохијским црквама, без обзира да ли су крштени или су редовни вјерници.
Број вјерника у Уједињеном Краљевству, укључујући и вјернике Цркве Енглеске, знатно је почео опадати још од 1890. године. Година 1968. и 1999, присуство у англиканским црквама се скоро преполовило, од 3,5 процената популације до само 1,9 процената. Једна студија, објављена 2008, тврди да уколико се садашњи тренд настави, да би недјељно присуство на молитвама могло опасти до 350.000 вјерника у 2030. и на само 87.000 вјерника у 2050. години. Црква Енглеске тврди да су ови показатељи засновани на превиђеним процентима присуства на молитвама средином седмице и да 1,7 милиона људи одлази у парохије и на службе Цркве Енглеске сваког мјесеца, и да је овакво стање непромјенљиво још од 2000. године.
Један од главних разлога опадања броја припадника Цркве Енглеске је тај што је присутна све израженија секуларизација друштва и општа незаинтересованост популације. Такође, број имиграната у Енглеској је у сталном порасту, тако да је проценат Англиканаца све мањи.